# ニコニコのり
ニコニコのり株式会社（Nico-Nico Nori Inc.）は、大阪府大阪市浪速区敷津東に本社を置く海苔の製造・販売を主力とする食品メーカーである。

## 概要
主に味付け海苔の製造・販売を行っている。
コーポレート・キャッチコピーは「笑顔の食卓文化」。シンボルマークはデザイナーの永井一正により、社名の頭文字「N」をあらわしたもの。また、マークを彩る赤、緑、青の三色はコーポレートカラーでもある。それぞれが「健康」、「海」、「自然」を意味する。
社名及び商標の「ニコニコ」の由来は、「みんながニコニコして食事ができるように」との願いから付けられた。

## 沿革
- 1921年（大正10年）‐ 大阪市の木津市場で「山徳商店」として創業。
- 1927年（昭和2年）-「ニコニコのり」のブランドで味付け海苔の販売を開始。
- 1931年（昭和6年）- ロール式自動味付け機を開発。
- 1932年（昭和7年）- 業界で初めて大角瓶入りの味付け海苔を発売。
- 1950年（昭和25年）- 株式会社山徳商店に改組。会社設立の資本金は100万円。
- 1973年（昭和48年）- グループ会社の小浅商事から一般販売部門および生産工場が移管され[1]、同時に社名をニコニコのり株式会社に変更。
- 1986年（昭和61年）‐ CI導入。現在まで使われている社章・ロゴマークを使用開始。
- 1991年（平成3年）- 創業70周年を迎える。
- 1996年（平成8年）- 全国加工海苔品評会の味付海苔部門で「極」が水産庁長官賞を受賞。
- 1998年（平成10年）- 工場にHACCPシステムを導入。
- 2002年（平成14年）- 九州工場でISO 9001認証登録。
- 2003年（平成15年）- 茨城工場でISO9001認証登録。
- 2004年（平成16年）‐ 役員改選、代表取締役社長に野澤兆博が就任。
- 2005年（平成17年）- 資本金を4億9,000万円に増資。株式会社五福を吸収合併。金沢営業所を北陸支店に昇格。
- 2008年（平成20年）- 役員改選、代表取締役社長（8代目）に白羽清正が就任。
- 2009年（平成21年）-「味極8袋」が「世界が認める輸出有望加工食品40選」に入選。
- 2010年（平成22年）- 茨城工場を九州工場へ統合。「味極6袋」「焼極10枚」がモンドセレクション金賞受賞。「有明産一番摘原料使用焼のり」が第19回全国加工海苔品評会 全海苔漁連連合会長賞受賞。
- 2011年（平成23年）-「焼極10枚」「味極6袋」がモンドセレクション2年連続金賞受賞。「味極4束」がモンドセレクション金賞受賞。「味極シリーズ（6袋・8袋・4束・64枚卓上タイプ・卓上用）」と「焼極シリーズ（5枚・10枚）」がiTQi優秀味覚賞受賞。「有明産塩のり3切30枚」がMart読者が選ぶ新製品グランプリ4位（加工食品部門）に入選。
- 2012年（平成24年）‐「焼極10枚」「味極6袋」がモンドセレクションにて3年連続で金賞を受賞し、「インターナショナル・ハイクオリティー・トロフィー」を受賞。「味極4束」がモンドセレクション2年連続金賞受賞。「味極シリーズ（6袋・8袋・4束・64枚卓上タイプ・卓上用）」と「焼極シリーズ（5枚・10枚）」がiTQi優秀味覚賞を2年連続受賞。
- 2013年（平成25年）-「焼極10枚」「味極6袋」がモンドセレクションにて4年連続で金賞を受賞。「味極4束」がモンドセレクション3年連続金賞受賞し、「インターナショナル・ハイクオリティー・トロフィー」を受賞。「極KN-30」がモンドセレクションにて金賞を初受賞。「味極シリーズ（6袋・8袋・4束・64枚卓上タイプ・卓上用）」と「焼極シリーズ（5枚・10枚）」がiTQi優秀味覚賞を3年連続受賞。

## 事業所
本社・大阪支店
大阪市浪速区敷津東3-3-23
九州工場
福岡県みやま市高田町下楠田2143-1
仙台支店
仙台市若林区荒井3-25-1
東京支店
東京都豊島区高田3-19-10 ヒューリック高田馬場ビル2階
北陸支店
石川県金沢市横川4-183
名古屋支店
名古屋市東区葵1-14-13 アーク新栄ビルディング 4階A
中四国支店
広島市西区楠木町1-11-4
福岡支店
福岡市博多区中呉服町1-26 博多インテリジェントビル7階
札幌営業所
札幌市中央区大通東3-4-1 オフィス大通ビル9階902号室
信越営業所
新潟市中央区東大通2-7-2 カープ新潟ビル9階

## 主な商品紹介

### 海苔製品

#### NEW
- 朝食家族味のり4袋（有明産）
- 朝食家族焼のり4袋（有明産）

#### 極シリーズ

##### 焼全型のり
- 有明産 焼極10枚
- 有明産 焼極 5枚
- 有明産一番摘原料使用焼のり10枚
- 有明産重等級原料使用焼のり10枚
- 焼金10枚
- 焼紫10枚

##### 味付けのり
- 味極 4束
- 味極12束
- 味極 3袋
- 味極 6袋
- 味極 8袋
- 味極42枚卓上用
- 味極64枚（卓上タイプ）
- 味銀 6束
- 味銀10束
- 味銀詰替24束
- 味銀詰替30束
- 味銀詰替50束
- 味おかず3袋
- 味おかず8袋
- KGX-20（味極34束・瓶入りギフト）
- KGX-30（味極52束・瓶入りギフト）

#### 手巻きのりシリーズ
- 手巻やさん10枚（2切）
- 手巻やさん20枚（2切）
- 手巻やさん30枚（2切）
- 手巻やさん24枚（3切）

#### おにぎり亭シリーズ
- おにぎり亭フィルム焼のり7枚
- おにぎり亭味のり10枚
- おにぎり亭焼のり10枚

#### 韓国のりシリーズ
- 韓国味付のり6袋
- 韓国味のり3切20枚
- 韓国味のり8切48枚
- 韓国伝統味付のり3袋

### スープ製品
- もずくスープ1袋
- もずくスープ4袋
- ギバサのみそ汁1袋
- ギバサのみそ汁4袋
- ちょこっとたまごスープ5袋

### ふりかけ製品
- 30食品ふりかけ25g
- 30食品ふりかけ50g
- 野菜いろいろ30食品ふりかけ25g
- 野菜いろいろ30食品ふりかけ50g

### 佃煮製品
- 海苔佃煮 純75g
- 海苔佃煮 純減塩75g
- 海苔佃煮 純 黒ごま辣油入125g
- 海苔佃煮 純 カリカリ梅入125g

## スポンサー番組

### 過去
- 『せやねん!』（毎日放送、関西ローカル）
- 『パネルクイズ アタック25』（朝日放送（ABCテレビ）制作・テレビ朝日系列）に1992年（平成4年）10月から1994年（平成6年）3月までスポンサーを務めるほかに出場者記念品として海苔の極セットを出した時期があり、また2001年（平成13年）10月から2005年（平成17年）9月までもスポンサーを務めた。
- 『土曜だエブリバディ!』（同上）
- 『桂三枝のにゅーすコロンブス』（同上）
- 『スター爆笑Q&A』（読売テレビ制作・日本テレビ系列）
- 『ドラマシティー』（同上）
- 『すてきな出逢い いい朝8時』（毎日放送制作・TBS系列）
- 『朝日新聞ニュース、さわやかミュージック』（ABCラジオ）
- 『ちょこっとやってまーす!』（MBSラジオ） - 「ニコニコさせちゃうぞ!」のコーナースポンサー。

など
上記のように在阪テレビ局発全国ネット番組のスポンサーを務めていた。その他例外でテレビ朝日系列「月曜ワイド劇場」のスポンサーだった時期もあり（1985年4月 - 番組終了まで）、テレビ東京系列「TVチャンピオン」のスポンサーを一時期していた。
テレビでのスポンサー番組がない時期には関西地区のABCラジオやMBSラジオなどではCMが放送されている。関東でも文化放送の平日8:30 - 11:30の番組で8:35頃 - 8:45頃にかけてラジオCM（20秒）が流れていた（祝日などで番組が放送されないときは手前の「吉田照美 ソコダイジナトコ」に振り替えられるケースや祝日特番内に放送されるケースなどパターンにより多々ある）。しかし、2010年（平成22年）4月2日をもって同枠のラジオCMを降板、4月7日以降はニコニコ動画にて公式チャンネル「ニコニコのりチャンネル」を開設し、オリジナルドラマ『ニコニコ少女』を配信していた。
2010年（平成22年）7月以降は近畿地方限定でテレビCMを流している。
また、かつては大阪スタヂアムのスコアボード上に広告を掲載していた。

### CMキャラクター
- クロード・チアリ
- 桂文珍
- 眞野あずさ
- 三井ゆり
- 酒井法子